# Pavoiseren

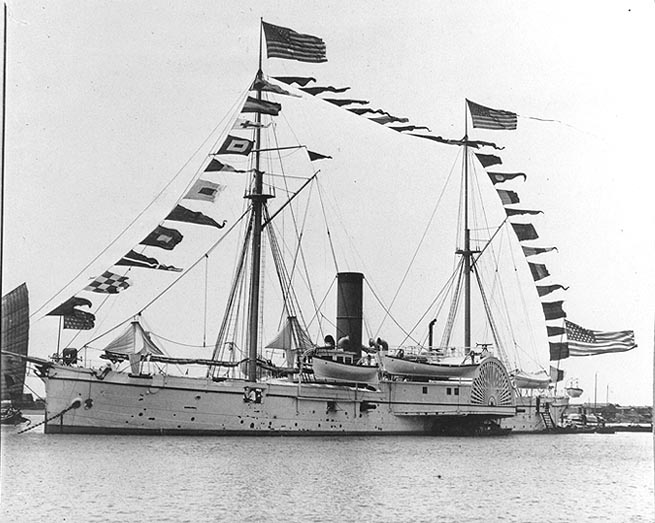
Gepavoiseerd schip

Pavoiseren is het versieren van een schip met seinvlaggen (in het Frans pavois of pavillon) om het een feestelijk aanzien te geven bij bepaalde gelegenheden. Het is een gebruik bij marineschepen, de zeevaart en de binnenvaart. Ook in de pleziervaart worden schepen gepavoiseerd. Het bestaat van oorsprong uit het spannen van een lijn met seinvlaggen van voorsteven naar achterschip via het topje van de scheepsmast. Minder formeel wordt er gepavoiseerd met andere gekleurde vlaggen. Seinvlaggen lenen zich uitstekend, omdat ze per vlaggenlijn van twee speciale haken zijn voorzien, speciaal om ze met elkaar te verbinden tot complete seinen.  

## Gebruikelijk bij de marine
Wanneer er bijvoorbeeld een officieel vlootbezoek wordt gebracht aan een ander land wordt er gepavoiseerd met de seinvlaggen. Bij schepen van de Nederlandse Koninklijke Marine is gebruikelijk: vanaf de bak tot de voorste mast overwegend rode seinvlaggen, vanaf de voormast naar de achtermast overwegend witte seinvlaggen en vanaf de achtermast naar achtersteven overwegend blauwe seinvlaggen. Seinvlaggen die ook een natievlag kunnen zijn, worden niet toegestaan. De geus is een typische vlag die vooral als groet wordt gehesen wanneer het schip aan de kade ligt.

## Gebruikelijk bij de koopvaardij en de visserij
Ook hier worden zo veel mogelijk seinvlaggen gebruikt. Maar omdat er geen strikte, formele regels zijn, zal hier vaker ook met andere vlaggen worden gewerkt. De zaterdag voor het uitvaren van de vloot voor de eerste haringvangst van het jaar is vlaggetjesdag, de vissersschepen liggen dan gepavoiseerd in de haven.

## Gebruikelijk in de binnenvaart
Het komt voor dat een binnenschipper nog ergens seinvlaggen heeft liggen die hij voor het pavoiseren wil gebruiken, maar meestal worden er reclamevlaggen gebruikt. Binnenschepen zijn lager en dat betekent dat men ze op bochtige vaarwateren pas laat opmerkt. Verder is het in smal vaarwater van belang te weten waar de wind vandaan komt. Daarom voeren binnenschepen van oudsher veel vlaggen in de mast om vroeg te worden opgemerkt en met dat gegeven houden reclamemakers rekening. Bij het bunkeren krijg je vaak een vlaggetje. 

## Gebruikelijk in de pleziervaart
In de pleziervaart hebben veel schippers weleens gehoord van het gebruik van seinvlaggen, maar het komt maar sporadisch voor dat ze daar worden toegepast. Zolang het maar feestelijk is, is alles goed, de vlagetiquette zegt er niets over. Bij de goedkope kruideniers worden met enige regelmaat slingers van stoffen en plastic vlaggetjes aangeboden, die - gecombineerd met reclamevlaggen - menig havendag opvrolijken. 

## Vlaggen
Omdat het zo plezierig oogt wordt ook bij andere gelegenheden met series aan elkaar geknoopte vlaggen gewerkt. Dat is geen pavoiseren, maar vlaggen. 